# GESPPE
 (février 2015).
Si vous disposez d'ouvrages ou d'articles de référence ou si vous connaissez des sites web de qualité traitant du thème abordé ici, merci de compléter l'article en donnant les références utiles à sa vérifiabilité et en les liant à la section « Notes et références ».
Le GESPPE (Groupe d’Étude et de Sauvegarde du Patrimoine Polyphonique Espérazanais) est un ensemble de chants polyphoniques du Pays de la haute vallée de l'Aude sous la direction Jane Labatut.

## Histoire
Ce groupe est né dans les années 1990 de la volonté d'un groupe d'amis : préserver de l'oubli les chants qui rythmaient et égayaient le quotidien des ouvriers chapeliers, quand dans les années 1930, Espéraza était la capitale mondiale du chapeau. Leur répertoire initial est composé de chants populaires français du XIXe et du XXe siècle. Ils interprètent également des chants de tradition occitane et recherchent des chants originaux ou inédits.
Il est désormais composé d’une trentaine de chanteurs et chanteuses répartis en quatre pupitres. Ils chantent a cappella des chants plus connus sous le terme de chants polyphoniques. Son chef de chœur est Jane Labatut.
Le groupe s'est produit dans de nombreux concerts dans toute la France (une quinzaine par an), à l’étranger (Italie et Espagne) et dans plusieurs festivals (Festival des polyphonies traditionnelles en haute vallée de l'Aude, Fest'Au Vent d'Oc, Equinoxis, etc.). Le groupe est aussi connu pour se retrouver après les concerts avec leurs hôtes autour d'un buffet pour continuer avec leur répertoire « festif ».
Le GESPPE a enregistré deux cassettes audio : Espéraza en 1993 et Sur la grand route du village en 1995, ainsi que quatre CD célébrant l'Occitanie : Cants d'OC en Aude en 1999, Sérénades en 2001, Camin Fasem (chemin faisant) en 2004, Viatges (voyages) en 2007.
Il est sujet d’un reportage télévisé sur TF1 en 1997 puis sur France 3 en 2006 [réf. nécessaire]. Le groupe est géré de façon autonome au sein de l’association « Les amis du GESPPE », dont le président est André Laffitte.
Leur point d'orgue de l'année est l’organisation, chaque mois de septembre, d'un festival de polyphonies traditionnelles à Espéraza. Au cours de ce festival, dont la réputation va grandissant, ils invitent et rencontrent depuis 2002 des groupes polyphoniques de toutes tailles. Parmi eux : des régionaux comme Lo Corou de Berra, La Mal Coiffée, Évasion, Le Chœur de la Roquette, Amarem Alabak, Vox Bigerri, Les filles du Sud, ou des internationaux comme Els Tranquils (Espagne), La Cevitou (Italie), Slaveî (Bulgarie), la Squadra de Gênes (Italie), Tenore San Gavino de Oniferi (Sardaigne), Lo Cor de l’Aula (Espagne), Fior di Monte (Italie), etc.

## Discographie
- 1993 : Espéraza
- 1995 : Sur la grand route du village
- 1999 : Cants d'OC en Aude
- 2001 : Sérénades
- 2004 : Camin Fasem
- 2007 : Viatges

Ces enregistrements sont volontairement réalisés de manière autonome et autofinancés. Ils sont produits grâce à des acteurs locaux (Jean-Paul Duchene pour les derniers enregistrements et arrangements, etc.) et les collectivités locales qui leur laissent l’accès aux lieux d’enregistrement comme les églises et salles de représentation [réf. nécessaire].